# Гогал
Гогал (азерб. Qoğal) — страва азербайджанської кухні, борошняний виріб у вигляді невеликого кола.
Гогал поділяється на два типи:
- Шор-гогали (солоний гогал)
- Ширін-гогал (солодкий гогал)

Тісто для будь-якого для гогала роблять з борошна, молока або води, масла та інших інгредієнтів, додають в тісто дріжджі, зверху посипають насінням (шор-гогали — зазвичай маком, а ширін-гогал — кунжутом). Відмінності двох типів полягають у наборі інгредієнтів для начинки виробу: у шор-гогал додають начинку зі спеціями (кардамон, перець та інші), а в ширін-гогал начинку виготовлену з борошна, змішаної з куркумою і цукром.
Приготування гогала безпосередньо пов'язане з народними святами — Ураза-байрам і Навруз-байрам і символізує Сонце. На Норвуз-байрам гогал зазвичай готують з пахлавою, шекербурою і бадамбурою. Шор-гогал (солоний гогал) зазвичай несуть на могили покійних, поминаючи їх словами «Нехай ваша могила буде сповнена світла» (азерб. Qəbriniz nurla dolsun), а ширін-гогал (солодкий гогал) подають на святковий стіл.